# Luis Gerardo Cabrera Herrera
Luis Gerardo Cabrera Herrera, OFM (Azogues, 11 d'octubre de 1955) és un eclesiàstic i filòsof catòlic equatorià, membre de l'orde de Frares Menors. És el sisè cardenal de l'Església catòlica de l'Equador, arquebisbe de Guayaquil i president de la Conferència Episcopal Equatoriana.

## Biografia
Va néixer l'11 d'octubre de 1955, a la parròquia urbana de Bayas, del cantó equatorià d'Azogues.
Va realitzar la seva formació primària a la seva ciutat natal, i la secundària al Seminari Menor Franciscà,  concloent-los al Col·legi Fiscal Juan Bautista Vázquez, de la mateixa ciutat.
Va realitzar els seus estudis eclesiàstics a la Pontifícia Universitat Catòlica de l'Equador. El 1990 va ser enviat a Roma per prosseguir estudis a la Pontifícia Universitat Antonianum, va obtenir la llicenciatura i el doctorat en Filosofia.

### Vida religiosa
L'1 d'octubre de 1975, va ingressar en el noviciat de l'orde de Frares Menors de Quito,  vestint així l'hàbit franciscà. Va realitzar la seva primera professió de vots religiosos el 24 de setembre de 1976, i la professió solemne el 4 de setembre de 1982 a Quito.
La seva ordenació sacerdotal. va ser el 8 de setembre de 1983, a mans del bisbe Serafín Cartagena Ocaña.
Com a sacerdot va exercir els següents ministeris:
- Vicemestre dels novicis a l'Ordre Franciscana (1983-1985).
- Membre del Consell Provincial de l'Ordre Franciscana (1985-1988).
- Mestre dels novicis a Riobamba (1985-1990)[2][3]
- Secretari pels Estudis i la Formació dels frares franciscans (1995-2000).
- Encarregat de la Pastoral Vocacional de la Província Franciscana a l'Equador .
- Director del Centre d´Estudis Franciscans de l'Equador (1996-2001).
- Director de l'Institut filosòfic-teològic "Cardenal Bernardino Echeverría", de Quito, i professor de Teologia i Espiritualitat franciscana (1998-2000)
- Secretari executiu de la Comissió d'Ecumenisme de la CEE (1996-2003).
- Ministre provincial dels Franciscans a l'Equador (2000-2003).
- Conseller general de l'orde dels Frares Menors a Roma , i responsable de les províncies franciscanes d'Amèrica Llatina i del Carib (2004-2009).[2][3]

### Episcopat
Arquebisbe de Conca

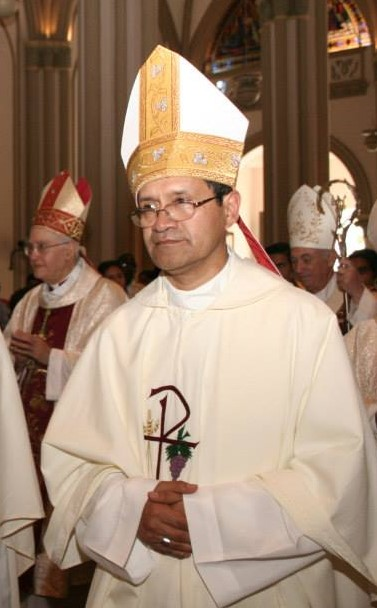
Cabrera durant una Missa el 2009.

El 20 d'abril de 2009, el papa Benet XVI el va nomenar arquebisbe de Cuenca. Va ser consagrat el 4 de juliol del mateix any, a mans de l'arquebisbe Giacomo Guido Ottonello. Va prendre possessió canònica el mateix dia de la seva ordenació.
El 29 de juny de 2010, en una cerimònia a la Basílica de Sant Pere, va rebre la imposició del pal·li arquebisbal de mans del papa Benet XVI.
Entre 2011 i 2014 va exercir de Vicepresident de la Conferència Episcopal Ecuatoriana; i entre 2014 i 2017 va ocupar la presidència de la Conferència Episcopal de Laics (2014-2017).
El 29 de març de 2014 el papa Francesc el va nomenar membre de la Congregació pels instituts de vida consagrada i les societats de vida apostòlica
Arquebisbe de Guayaquil
El 24 de setembre de 2015, el papa Francesc el va nomenar arquebisbe de Guayaquil.  Va prendre possessió canònica el 5 de desembre del mateix any, durant una cerimònia a la catedral de Guayaquil.
El 29 de juny de 2016, en una cerimònia a la Basílica de Sant Pere, va rebre el pal·li arquebisbal de mans del papa Francesc. El 14 d'agost del mateix any, en una cerimònia a la catedral de Guayaquil , va rebre la imposició del pal·li arquebisbal de mans de l'arquebisbe Giacomo Guido Ottonello.
Va participar en la XIV Assemblea General ordinària del Sínode de Bisbes, que va tenir lloc a la Ciutat del Vaticà del 4 al 25 d'octubre de 2015, sobre el tema "La vocació i la missió de la família a l'Església i al món contemporani"..
El setembre de 2017 realitzà la visita ad limina.
El 28 de maig de 2019 va ser confirmat com a membre de la Congregació per als Instituts de Vida Consagrada i les Societats de Vida Apostòlica in aliud quinquennium.
El 17 de març de 2022, va ser nomenat administrador apostòlic sede vacante de Daule , càrrec que va exercir fins a la possessió del nou bisbe Krzysztof Kudławiec el 25 de juny següent.
Va ser vicepresident de la Conferència Episcopal Equatoriana (2017-2020). Durant el seu mandat va tenir un paper crucial en la promoció del diàleg i la pau impulsat per l'Església catòlica, especialment a les manifestacions del 2019. El 10 de novembre de 2020, va ser elegit president de la institució. El 7 de novembre del 2023, va ser reelegit per a un nou trienni, el mandat del qual finalitzés el novembre del 2026.
El 7 de juliol de 2023, amb motiu de la XVI Assemblea General Ordinària del Sínode dels bisbes, va ser nomenat president delegat.

### Cardenalat
El 6 d'octubre de 2024, durant l'Àngelus del papa Francesc, es va fer públic que seria creat cardenal Va ser creat cardenal pel papa Francesc durant el consistori del 7 de desembre del mateix any, amb el títol de cardenal prevere de la Sacra Famiglia di Nazareth a Centocelle.